# Yeniçam
Yeniçam ist ein Dorf im Landkreis Buldan der türkischen Provinz Denizli. Yeniçam liegt etwa 67 km nordwestlich der Provinzhauptstadt Denizli und 27 km nordwestlich von Buldan. Yeniçam hatte laut der letzten Volkszählung 214 Einwohner (Stand Ende Dezember 2010).